# Karacaali, Yenişehir
Karacaali là một xã thuộc huyện Yenişehir, tỉnh Bursa, Thổ Nhĩ Kỳ. Dân số thời điểm năm 2011 là 322 người.